# Teories de la comunicació
Les teories de la comunicació són eines dins de l'àmbit de la comunicació que aspiren a oferir una explicació del fet comunicatiu, generalment acompanyades d'un model representatiu o diagrama, que correspon a la seva interpretació de la transmissió del missatge.
Parteixen de la base d'una sèrie de teories macro-sociològiques, les quals tracten d'explicar la societat com un objecte d'estudi, distingint-lo sobre la base d'un sistema teòric molt ampli, el qual s'articula sobre un concepte central. S'elaboren teories de tota classe, relacionades amb els diferents àmbits: La informació, els efectes i les influències dels mitjans, les notícies, etc.
No es poden entendre les teories de la comunicació sense el concepte de societats de masses. Al començament del segle xx, l'autopercepció de la societat de masses és que es produïa una impersonalització de les relacions personals i un aïllament de les persones. Per tant, es considerava que els individus constituïts en masses eren fàcilment influenciables en les seves conductes pels estímuls que rebien els mitjans de comunicació de l'època. Les primeres concepcions sobre els mitjans de comunicació apareixen durant un període d'entreguerres, uns temps dominats per la propaganda política. Els mitjans de comunicació, doncs, foren les autopistes utilitzades per a conduir aquests missatges propagandístics. Predominava el paradigma conductista que redueix la conducta humana al mecanisme d'estímul-resposta. És una aproximació lineal al procés de comunicació.
A Europa, el terme “teories de la comunicació” s'utilitza sovint com a sinònim d'una teoria de la comunicació de masses.

## Model de l'agulla hipodèrmica

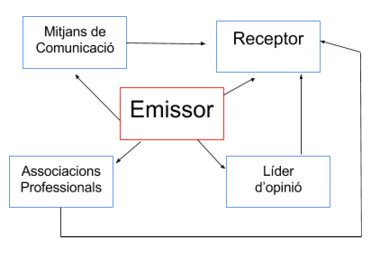
Esquema explicatiu sobre el model de l'agulla hipodèrmica

La Teoria de l'agulla hipodèrmica es caracteritza per tractar sobre la manipulació i conseqüències que causen els mitjans de comunicació, amb les seves informacions, sobre la població. Existeix una relació directa entre els mitjans de comunicació i els espectadors, ja que tenen una relació causa-efecte, és a dir que tot allò que emeten els mitjans de comunicació tindrà immediatament una reacció en el receptor o espectador. En ser una informació que s'emet a través d'un mitjà poderós com són la ràdio o la televisió, directament el receptor s'ho creu sense contrastar cap informació.
Aquesta teoria es va crear un cop acabada la Primera Guerra Mundial per Harold Lasswell (1902), pioner de la ciència política i les teories de la comunicació. Gran Bretanya i els EUA van reflexionar sobre la gran allau d'informacions proporcionades pels mitjans de comunicació durant el conflicte. Els mitjans van aprofitar la divisió de la societat i les dificultats en les quals estaven immersos els països per convèncer a aquesta gent de què la seva missió era donar la vida per la seva nació, manipulant-los doncs perquè lluitessin sense tenir res a guanyar i arriscant la seva vida. Així doncs va néixer aquesta teoria, juntament amb la seva crítica.
Els mitjans de comunicació són com una injecció que gràcies a l'agulla hipodèrmica injecta als receptors dels mitjans. Els mitjans de comunicació tenen una influència directa, immediata i poderosa sobre els receptors. Tots aquests factors (mitjans de comunicació, associacions professionals, líders d'opinió) són emissors que tenen una relació i influència sobre el receptor i fan d'emissors de la informació.
Un exemple on es podrà veure l'efecte de la teoria de l'agulla hipodèrmica seria el següent: durant la retransmissió d'un programa a la televisió, aquest s'interromp i apareix un butlletí especial de notícies, on s'anuncia una notícia d'última hora. Aquesta fa referència a la pròxima arribada d'una tempesta que acabarà possiblement amb la ciutat. Aquest fet fa que la gent entri en un estat d'exaltació i d'alarma que els impulsa a anar a comprar provisions pel què pugui passar. Dues hores més tard, tornen a emetre un butlletí de notícies en el qual s'informa a la població que la informació emesa anteriorment era un experiment social per comprovar la influència dels mitjans de comunicació sobre la gent i, per tant, que la tempesta era inexistent.

## Model de Lasswell
Es tracta d'un model descriptiu la finalitat del qual és establir els àmbits d'anàlisi dels actes comunicatius els quals poden ser descrits a partir de 5 interrogants: 
1. Qui diu què?
2. En què?
3. En quin canal?
4. A qui?
5. I amb quin efecte?

És a través d'aquestes preguntes que es pot desenvolupar d'una forma apropiada un acte de comunicació.

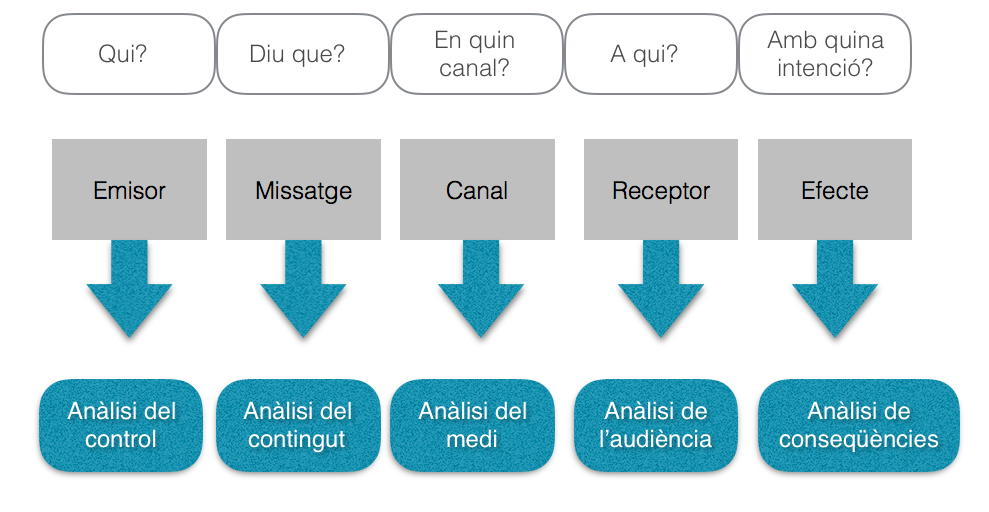
Esquema explicatiu del model de Laswell

Es reprodueix la comunicació com un procés de transició lineal d'un missatge que parteix d'un emissor cap a un receptor a través d'un canal i amb un codi que comparteixen els dos agents de la comunicació. Aquesta teoria considera que quan es pretén codificar un missatge que vagi dirigit a una gran quantitat de persones s'ha de tenir molt clar qui ha de codificar el missatge i amb quina intenció (el perquè i per a què). És a partir d'aquest punt quan es pot seleccionar el canal més apropiat que permeti que el missatge arribi bé als emissors. El model va sortir al públic per primer cop a través d'un article que va escriure Harold Lasswell anomenat Estructura i Funció de la Comunicació de Masses, el 1948. En aquell moment era dominant el panorama científic, el qual pretenia explicar el comportament de les masses com a resposta davant de diferents estímuls, cosa que es pot apreciar en el model mateix.
Harold Dwight Lasswell va néixer a Donnellson, Illinois, el 13 de febrer de 1902. Va ser un sociòleg estatunidenc conegut pels seus estudis sobre el poder de les relacions interpersonals i polítiques. De jove va obtenir una beca per poder estudiar sociologia a la Universitat de Chicago. Posteriorment va viatjar a Europa on va estudiar a la London School of Economics i en altres com a París, Berlín i Ginebra. L'any 1976 es va retirar de l'ensenyament i va morir l'any 1978 a la ciutat de Nova York. És autor de més d'una trentena de llibres i 250 articles en diverses disciplines incloent relacions internacionals, psicoanàlisi i educació legal. És un autor conegut com un dels pares de la comunicació; pioner en les ciències polítiques i de les teories de la comunicació.
La base que suporta aquesta teoria és el conductisme, un pensament molt present en el moment en què es va formular el model de Laswell. El conductisme és una doctrina psicològica basada en l'observació del comportament objectiu del que s'estudia, on tot es redueix a medir els estímuls objectius que actuen sobre un organisme i la seva relació amb les reaccions provocades. Estímul, resposta.

## Model de Shannon
Claude Elwood Shannon va ser un enginyer electrònic i matemàtic reconegut per ser considerat el pare de la teoria de la comunicació i la informació. De fet va ser el creador del seu propi model matemàtic de comunicació de Shannon.

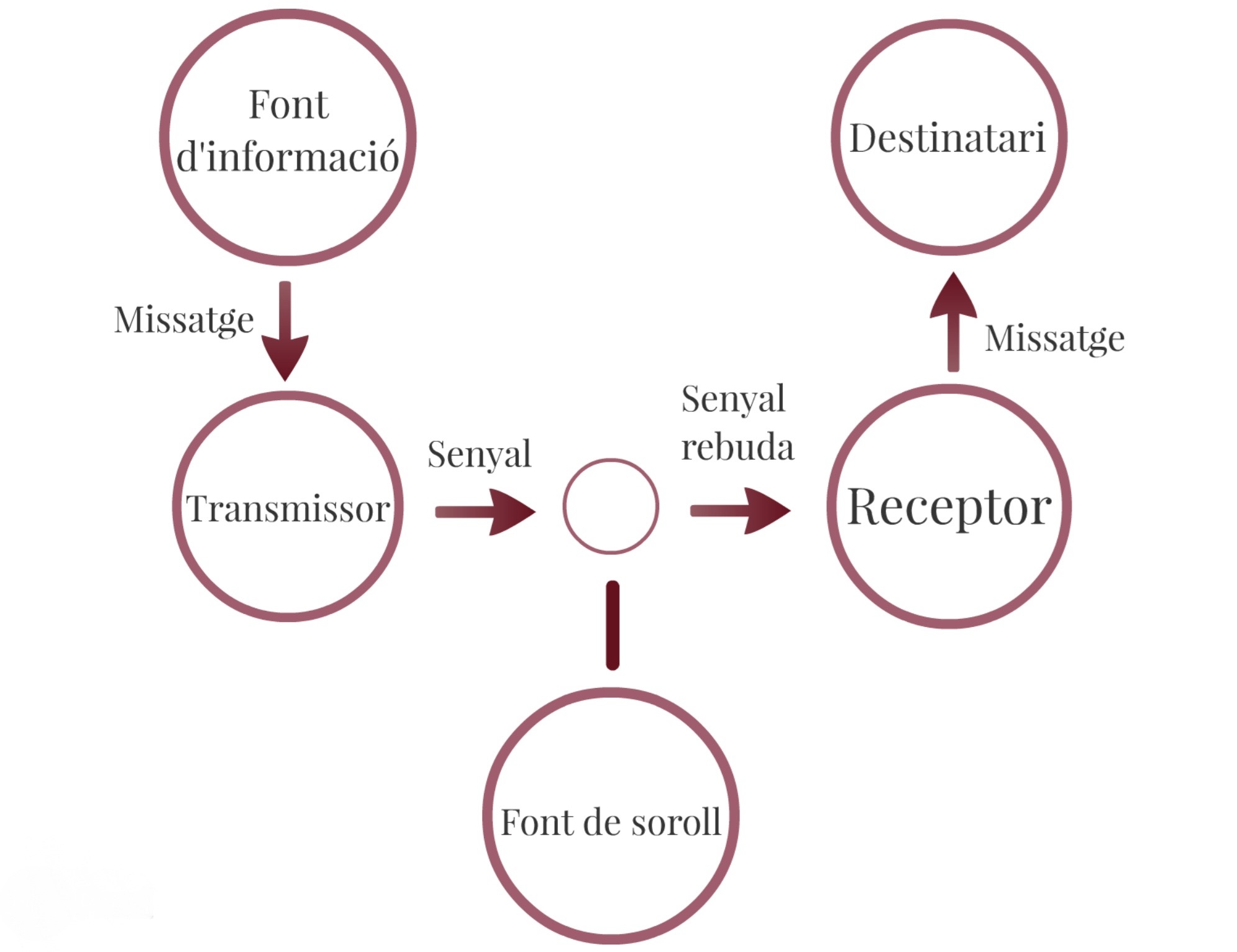
Esquema explicatiu del model de Shannon

Amb aquest model volia establir una educació matemàtica per tal de poder mesurar el valor informatiu que contenen els missatges. Per fer-ho va utilitzar la informació com un valor quantificable en els processos de comunicació. La principal aplicació d'aquesta teoria s'ha produït en el llenguatge entre maquinària. Shannon va elaborar aquesta teoria basant les seves investigacions sobre els avenços que s'havien produït en el món de l'enginyeria com a conseqüència directa dels esforços bèl·lics dels països respecte a la Segona Guerra Mundial. Concretament van utilitzar com a punt de partida els seus estudis sobre la cibernètica en general i sobre una màquina capaç de predir el moviment d'un objecte mòbil, particularment en aplicacions militars.
Per altra banda, Shannon es va plantejar tres nivells de problemàtica en els processos de comunicació. Va decidir dividir-los en preguntes:
- 1r nivell: amb quina precisió poden transmetre's els símbols de la comunicació?
- 2n nivell: amb quina precisió els símbols que es transmeten són rebuts amb el significat desitjat?
- 3r nivell: amb quina efectivitat el significat rebut afecta la conducta del receptor en el sentit desitjat?

L'autor d'aquesta teoria afirma que la reacció estètica o emotiva davant d'una obra d'art és simplement un efecte de la comunicació. Afirma també que els tres nivells no són separables, ja que estan interrelacionats. A més sosté que el seu model, tot i haver-se originat en el primer nivell, funciona amb la mateixa eficàcia en els altres nivells.

## Teoria de l'AgendaSetting
La teoria de l'agenda setting, elaborada per Maxell McCombs i Donald Shaw, sosté que la selecció i reproducció d'una temàtica concreta realitzada per part dels diferents mitjans de comunicació influeix directament en la percepció o selecció temàtica del públic consumidor. Es basen en una hipòtesi ben marcada que es planteja el següent: de quina manera es formen les opinions? La realitat és que existeixen diferents formes de representar el procés d'informació de l'opinió pública. Tanmateix aquesta teoria refusa la idea que això també succeeixi a la inversa. Per tant, aquesta teoria es basa en la investigació i l'estudi exhaustiu sobre de quina manera aquesta “agenda” que creen i estableixen els mitjans influeix en l'”agenda” particular del públic que ho consumeix.
La influència que els mitjans exerceixen sobre el públic depèn de tres factors interns:
- L'interès que mostren les persones en la informació seleccionada per part dels mitjans de comunicació.
- El grau d'incertesa que experimenta l'individu sobre la informació que està consumint (es mesura també el grau de la seva necessitat d'orientació).
- Com més entorpidor sigui un esdeveniment, menys capacitat tindran els mitjans de posar-lo a l'agenda.[11]

Cal destacar que aquesta agenda està formada per diversos elements que li donen sentit: els temes, les rellevàncies i la divisió entre temes familiar o propers i temes desconeguts o llunyans. A més, en la construcció de l'agenda setting hi intervenen dos factors externs: la competència i el mitjà líder i les fonts d'informació.
Per altra banda, es troben diferents factors que afecten al procés de l'agenda setting: el marc temporal, la naturalesa dels temes tractats, les variables demogràfiques i el tipus de mitjà de comunicació, tot això a més d'altres possibles factors que intervinguin en la relació mitjà-audiència.

Hi ha diverses tipologies de l'agenda setting, per això a vegades es produeixen divisions d'aquesta quan es volen estudiar els diferents tipus d'agenda que existeixen en el procés comunicatiu. 

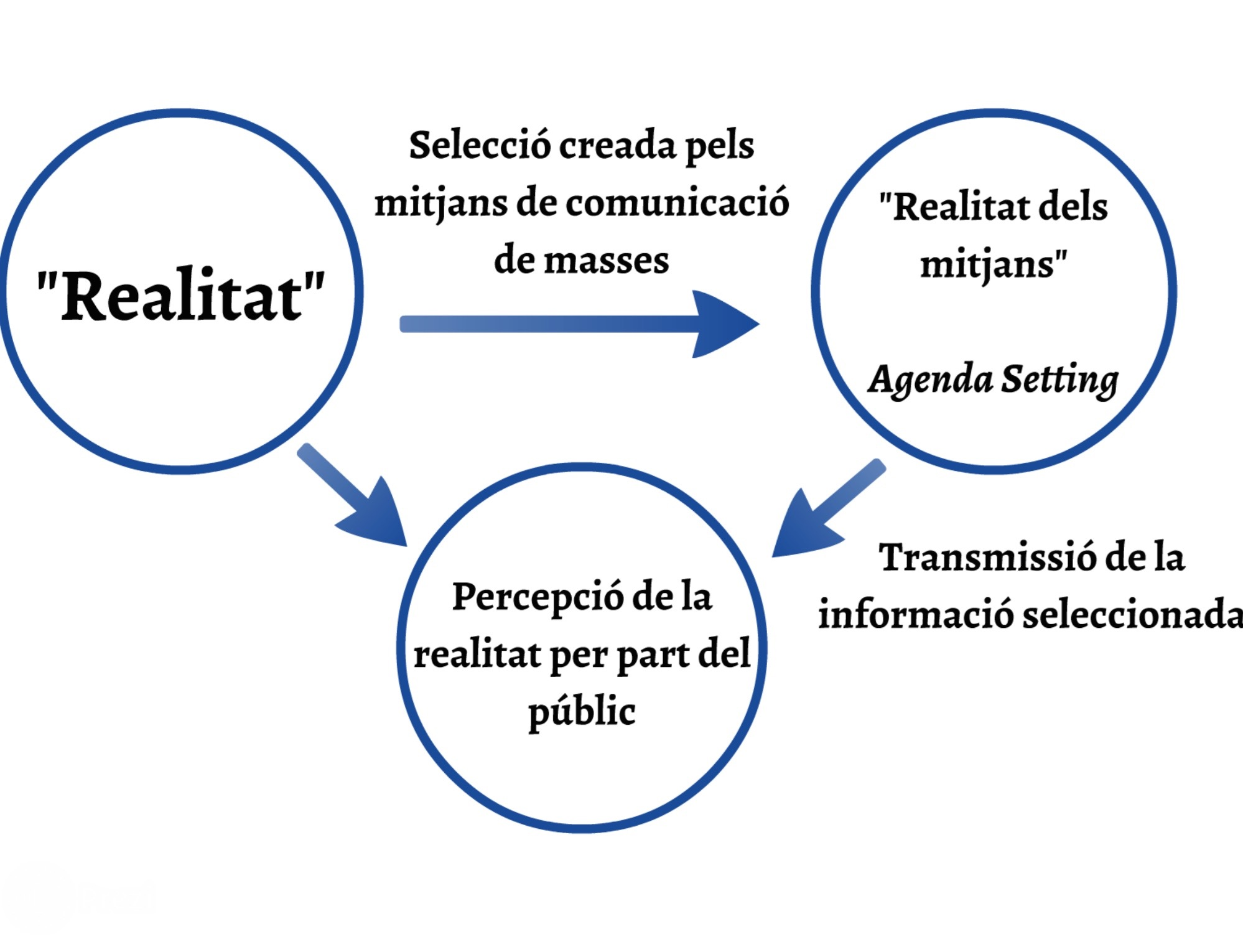
Esquema explicatiu sobre la teoria de l'Agenda Setting

- L'agenda intrapersonal: tracta de conèixer i entendre les actituds i opinions en l'àmbit individual d'un tema en concret. És el tipus d'agenda que ocupa els pensaments de les persones.
- L'agenda interpersonal: tracta temes quotidians que de vegades estan inclosos en l'agenda dels mitjans i altres vegades no. Si la informació de la que es disposa d'un tema en concret és personal i suficient, la gent no haurà de recórrer als mitjans per saber-ne més detalls.
- L'agenda dels mitjans, agenda pública i política: Són els principals objectes d'estudi de la teoria de l'agenda setting. Com més estreta sigui la relació existent entre ambdues agendes, més alt serà el grau d'influència cognitiva que exerciran els mitjans sobre l'audiència.

Com a conclusió de la teoria es podrien extreure dues idees fonamentals: per una banda, la idea que la gent, només consumeix allò que els ofereix els mitjans de comunicació de masses, ignorant i rebutjant qualsevol altre tipus d'informació que els arribi per altres mitjans. En segon lloc, que els mitjans de comunicació de masses donin més importància a una notícia en concret, afecta d'una manera directa al públic, obligant-los a que, de manera inconscient, ells facin el mateix.

## Teoria dels Dos Esglaons de la Comunicació

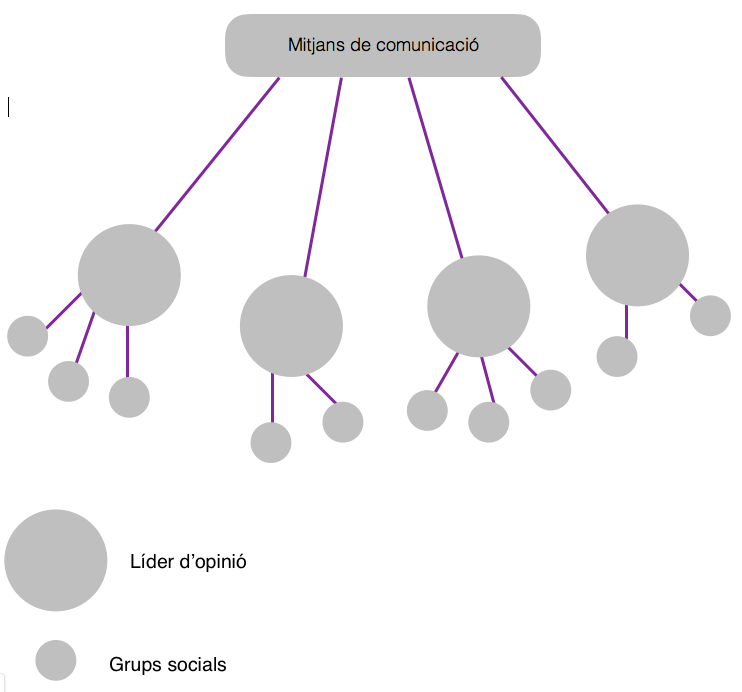
Esquema explicatiu del model dels dos esglaons

La teoria dels dos esglaons es basa en la idea que l'ésser humà no és un ésser aïllat socialment sinó que és un participant actiu de moltes relacions interpersonals i en el fet que entre els mitjans de comunicació i les persones està el líder d'opinió el qual té una gran influència sobre els seus seguidors.
Es defensa la idea que els mitjans de comunicació no tenen una influència directa cap als individus, sinó que aquests són persuadits per la informació que circula al voltant dels grups socials. Entre la societat i els medis hi ha un element intermedi: la relació entre les persones. En aquestes relacions interpersonals i dins d'aquests grups socials és on neix el concepte de líder d'opinió.
El líder d'opinió exerceix un paper molt important a l'hora de formular opinions i posicions als membres del grup. Aquests tenen una certa competència dins del grup social, desprenen confiança i solen tenir més contacte amb els mitjans de comunicació o un grau d'informació més elevat, cosa que fa que es converteixi en l'intermedi entre els mitjans i el grup, i el fet que exerceixi un grau d'influència al grup.
El desenvolupament d'aquesta teoria va sorgir al voltant dels anys 40, durant la campanya electoral de Franklin D. Roosevelt contra Wendell Willkie. Va ser durant aquest període en el qual Paul Lazarsfeld, un sociòleg vienès, va fer un estudi sobre la influència de la informació electoral i va estudiar el comportament dels electors durant la campanya. Es va investigar les motivacions i les modalitats amb les quals es formen les actituds polítiques i es va arribar a la conclusió que la decisió de vot era el resultat de l'experiència grupal.
Durant aquell període el conductisme era la perspectiva dominant en la sociologia nord-americana, on es considera que els individus són fàcilment influenciables pels estímuls que rebien els mitjans de comunicació.
La perspectiva conductista no era ben acceptada per la ideologia liberal capitalista nord-americana, ja que mostrava una imatge que podia provocar l'intervencionisme governamental, ja que les empreses eren d'origen privat. Amb aquesta situació tant les empreses mediàtiques, les agències publicitàries com l'administració no veien bé el conductisme i volien que es desenvolupés una nova forma d'investigar més pròxima als seus interessos. Així va ser com es va donar lloc a una forma d'estudi de la comunicació i on apareixen les anomenades teories dels efectes limitats on es passa d'un model mecanista (estímul-resposta) a un model organicista (estímul-organisme-resposta) que emfatitza les característiques de l'audiència i on la teoria dels dos esglaons és la principal representant.
Va ser el sociòleg vienès Paul Felix Lazarsfeld qui va crear i desenvolupar la teoria dels dos esglaons. És considerat com un dels pares de la investigació en comunicació (Mass Comunication Research) i un dels iniciadors del funcionalisme més empíric, a més de ser un dels fundadors d'una de les institucions més importants en recerca dels Estats Units: l'Oficina de recerca aplicada de la Universitat de Colúmbia.Va treballar en l'estudi de la comunicació a través de la investigació de la influència que poden exercir els mitjans de comunicació sobre el comportament de les persones. El 1955 va publicar junt amb Elihu Katz el llibre Personal Influenece en el qual es desenvolupa la teoria dels dos esglaons. Una conseqüència lògica d'aquesta teoria és pensar que els mitjans de comunicació no tenen el gran poder d'influència que se'ls atribuïa al començament de segle.

## Teoria de la Dissonància Cognitiva
És una teoria derivada de la psicologia social, que té a veure amb les històries que les persones creuen. Les persones accepten molta informació que confirma el pensament o són reforçades per les creences. En canvi, la informació que no confirma allò que les persones pensen, sovint és ignorada o minimitzada.
La dissonància cognitiva és un estat que produeix estrès i angoixa a la persona en el moment en què un comportament o decisió que es pren és incorrecte i es contradiu amb algun altre comportament al respecte.
El concepte va ser formulat per primera vegada el 1957 pel psicòleg nord-americà Leon Festinger en la seva obra A theory of cognitive dissonance. La teoria de Festinger planteja que en produir-se aquesta dissonància de manera molt apreciable, la persona es veu automàticament motivada per esforçar-se a generar idees i creences noves per reduir la tensió fins a aconseguir que el conjunt de les seves idees i actituds encaixin entre si, constituint una certa coherència interna.
Leon Festinger va ser un psicòleg dels Estats Units el qual va revolucionar el camp de la psicologia social, i que va tenir múltiples aplicacions en àrees tals com la motivació, la dinàmica de grups, l'estudi del canvi d'actituds, la presa de decisions, etc. Festinger va descobrir la Teoria de la Dissonància Cognitiva mitjançant un experiment.
La teoria de la dissonància cognitiva, per tant, es basa en un incòmodament en les persones quan han de creure pensaments contradictoris al seu pensament o quan la seva creença no està d'acord sobre com actuen. Existeix en la persona una disconformitat i autojustificació per sentir-se millor.
La teoria de Festinger planteja que en produir-se aquesta dissonància la persona es veu automàticament motivada per esforçar-se a generar idees i creences noves, per així reduir la tensió. Així el subjecte intentarà reduir la incoherència aconseguint la consonància. Les formes de reduir la dissonància són: modificar un element cognoscitiu de conducta, modificar un element cognoscitiu ambiental o introduir nous elements cognoscitius.
Leon Festinger va descobrir la Teoria de la Dissonància Cognitiva mitjançant un experiment. L'autor va demanar a uns joves voluntaris que es sotmetessin a una feina molt avorrida i quan van acabar de fer-la va dividir els joves en tres grups:
- Grup 1: Els va dir que la feina havia acabat i que ja podien marxar.
- Grup 2: Els va donar 1$ a cada un si els deien als seus companys que havia estat molt divertida.
- Grup 3: Els va donar 30$ si feien el mateix que el segon grup.

Al cap d'uns dies Festinger es va reunir amb ells i els va tornar a preguntar què els havia semblat.
- Grup 1: Molt avorrida
- Grup 2: Molt divertida → sorpresa → autoconvençuts + autojustificació= dissonància cognitiva
- Grup 3: Molt avorrida → 30$ → molt obligats a mentir = no llibertat

Festinger es va quedar sorprès amb el segon grup. Amb ells es va produir l'efecte de la dissonància cognitiva, en canvi amb la resta no, ja que els del tercer grup, al pagar-los tants diners, es van veure molt obligats a mentir. No tenien cap llibertat d'elecció.
Els del segon grup es van autoconvèncer de què havia estat divertida perquè existia una disconformitat per haver-los pagat només 1$. Per tant, disconformitat i autojustificació per haver acceptat pocs diners i mentir sobre una cosa de la qual no estaven convençuts.

## Teoria del Distanciament en el Coneixement
La teoria del distanciament en el coneixement es basa en la funció que realitzen els mitjans en la distribució social del coneixement, la qual és la funció principal dels mitjans. A partir d'aquí els mitjans tindran una gran funció en el control.
Aquesta teoria sorgeix a partir del 1970, en què els autors de la teoria creen la hipòtesi de la diferència del coneixement, en la qual creuen que els nous mitjans incrementen les diferències. I és a partir de 1980 quan ja s'advertia de la privatització de la informació, hi havia una gran quantitat d'informació que només adquiria un cert segment de la població els quals tenen poder social. Hi ha evidències empíriques que demostren que una mateixa informació està millor entesa i amb més rapidesa pels que estan més capacitats intel·lectualment. Es forma a partir d'una divisió en dos grups, els que tenen informació i els que no, entre els quals existeix una distància evident que augmenta conforme s'avança cap a la societat de la informació.
Els principals autors d'aquesta teoria són Philip J. Tichenor (1931), professor de periodisme i comunicació de masses; George A. Donohue (1924), professor de sociologia; i Clarice N. Olien (1933), professora de sociologia rural. Els tres de la Universitat de Minnesota.
Els autors d'aquesta teoria aportaren 5 raons per les quals existeix el distanciament del coneixement:
1. Habilitats de comunicació. Les persones que tenen més estatus social que altres, tenen més educació, per tant, les seves habilitats per entendre la informació seran millors.
2. Informació emmagatzemada. Les persones que tenen més estatus social que altres,són més propenses a saber sobre més temes d'actualitat.
3. Rellevant contacte social. Les persones que tenen més estatus social que altres, es relacionen en un ambient en el qual sovint poden parlar de temes més extensos com notícies, etc.
4. Exposició selectiva. Les persones que tenen més estatus social que altres, poden estar més interessats que els que tenen menys estatus social.
5. Mercats de destí de mitjans. Els mitjans de comunicació informen sobre el que l'audiència vol escoltar, els seus gustos o interessos.

Un bon exemple seria la publicació d'una notícia sobre l'activitat econòmica d'un país, en la qual hi ha tecnicismes, abreviatures i paraules clau. La persona amb més estatus social i, per tant, amb estudis, serà més hàbil a l'hora de llegir i entendre la notícia, ja que ho entendrà tot o quasi tot i, segurament, tindrà un cert interès perquè es mou en aquest ambient. Per altra banda, la persona amb menys estatus tindrà més dificultat, ja que potser no entén del tot el que la notícia explica o certs tecnicismes, i no tindrà el mateix interès a entendre-la que l'altra persona.

## Teoria de l'espiral del silenci
Segons aquesta teoria, els individus tenen una sèrie d'opinions que no expressen llevat que tinguin el suport dels altres. El fet que un individu decideixi parlar o no, dependrà de les observacions prèvies que aquest hagi fet sobre la majoria pública i es posicioni. Aquesta teoria va ser plantejada per l'alemanya Elisabeth Noelle-Neumann, recollida al seu llibre L'Espiral del Silenci. Opinió Pública, publicat l'any 1977. Aquesta teoria estudia l'opinió pública com una forma de control de les masses socials, afirma que els individus tenen una sèrie d'opinions que no es manifesten llevat que tinguin el suport dels altres.
Aquesta teoria va ser plantejada en una època on la televisió ja estava implantada com un mitjà de comunicació massiu, per tant, Neumann considera aquest mitjà com a punt essencial per la consolidació d'opinions públiques.
Dintre d'aquesta teoria hi ha dues classes d'opinions i actituds: les estàtiques i les canviants.
- Les opinions i actituds estàtiques són aquelles en les quals l'individu decideix posicionar-se a favor d'aquestes o pel contrari quedar aïllat.
- Les opinions i actituds canviants són aquelles en les quals l'individu ha d'observar amb atenció en quina direcció es produeix el canvi, a partir d'aquí hi ha dues opcions:
  - Si el canvi es produeix en la direcció de les idees o opinions que té l'individu, aquest les manifestarà en públic.
  - Al contrari, si el canvi es produeix en una direcció oposada a les idees de l'individu, aquest haurà de vigilar a l'hora d'exhibir-les.[21]Esquema explicatiu de la Teoria de l'Espiral del Silenci

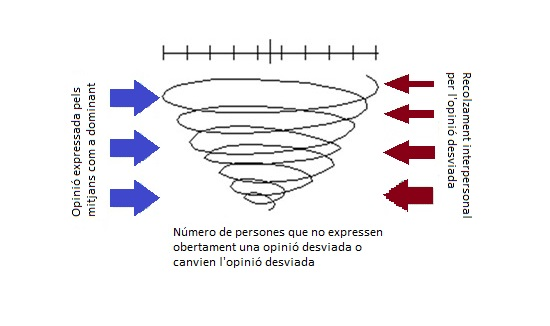
Esquema explicatiu de la Teoria de l'Espiral del Silenci

En aquesta teoria, els mitjans d'informació tenen un paper principal, ja que són els que marquen la pauta per crear el clima d'opinió. Les reiterades aparicions d'un tema als mitjans de comunicació i l'avinença d'aquest tema amb individus fa possible que els mitjans donin suport i modifiquin aquestes actituds i opinions.
El punt principal d'aquesta teoria és com els líders d'opinió i els mitjans de comunicació aconsegueixen dominar l'opinió pública. Les opinions massives tenen el poder d'afectar en la nostra forma de veure la realitat.
Neumann posa com a exemples per donar suport a la seva teoria dos casos on l'opinió pública va ser decisiva per al resultat: en el 1965 la Democràcia Cristiana va guanyar les eleccions a l'últim moment gràcies al sorgiment d'un nou clima d'opinió favorable a aquest partit. En 1972 es va invertir la tendència. Van guanyar els socialdemòcrates gràcies al clima d'opinió favorable creat per la població alemanya.